# Макарычев, Максим Александрович
Максим Александрович Макарычев (род. 17 октября 1970, Хабаровск) — российский журналист-международник и писатель, обозреватель «Российской газеты». Автор четырнадцати книг, в частности книг в серии «ЖЗЛ» о Фиделе Кастро и хоккеистах Валерии Харламове и Александре Мальцеве.

## Биография
Отец - Александр Константинович Макарычев, офицер КГБ. Окончил с отличием отделение журналистики филологического факультета Ростовского государственного университета (1992). Также учился в парижской Школе национального управления. После окончания РГУ в 1990-х работал специалистом в отделе международных отношений мэрии Ростова-на-Дону.
С 2000 года работает в редакции «Российской газеты» политическим обозревателем, заместитель редактора отдела международной информации.
В 2008 году в издательстве «Молодая гвардия» в серии «ЖЗЛ. Биография продолжается» вышла книга М. А. Макарычева «Фидель Кастро». Книга Максима Макарычева «Фидель Кастро», вышедшая в серии «ЖЗЛ», является наиболее полной биографией Кастро, опубликованной на русском языке.
В 2009 году в издательстве «Российская газета» выпущен сборник литературных произведений: драмы «Маска любви и лицо смерти» и «Истинная романтика», а также несколько рассказов.
В 2010 году в издательстве «Молодая гвардия» вышла биография выдающегося советского хоккеиста Александра Мальцева, в 2014 году — в серии «ЖЗЛ» — биография Валерия Харламова. В 2017 году после смерти Фиделя Кастро вышла его биография в классической версии серии «ЖЗЛ». Книги о Фиделе Кастро, Александре Мальцеве и Валерии Харламове, подготовленные М. Макарычевым, стали наиболее масштабными биографиями этих выдающихся людей, вышедшими на русском языке. Всего автор выпустил 14 документальных и художественных книг, вышедших в общей сложности шестнадцатью изданиями общим тиражом более 60 тысяч экземпляров. В сентябре 2023 года в издательстве «Молодая гвардия» вышла книга общественно-политического характера «Горький привкус “цветных революций”», автором-составителем которой является Максим Макарычев.
С 2003 года автор работает над многотомной эпопеей в шести томах «Не рви мне душу, Дон». В 2023 году вышел первый том этого повествования, а в октябре 2024 года «Молодая гвардия» выпустила первую трилогию эпопеи «Не рви мне душу, Дон», раскрывающую историю России через переломные моменты истории донского казачества в драматическую эпоху русских революций, Первой мировой и Гражданской войн. Эпопея основана на реальных событиях с элементами художественного вымысла и с использованием ранее рассекреченных документов российских спецслужб, личных архивов деятелей Белого движения, Пражского архива русской эмиграции, что является уникальной составляющей проекта.
Герои книги — известные исторические личности (Николай II, Распутин, Н. В. Плевицкая, Ф. Э. Дзержинский, В. Р. Менжинский и др.), российские военачальники (генералы Алексеев, Каледин, Корнилов, Брусилов и др.), участвующие в сражениях Первой Мировой войны, демонстрирующие героизм и непобедимость русского народа, всеобщее объединение в борьбе с врагом.
В редакции «Российской газеты», а также в Ростове-на-Дону, Минске, Новочеркасске, Нальчике, Волгограде проходили презентации книг автора. Максим Макарычев регулярно выступает с комментариями на российских телеканалах: «Звезда», ОТР, ТВ Центр, российский радиостанциях и других средствах массовой информации РФ.

## Награды
2025 — премия губернатора Ростовской области имени Михаила Шолохова в номинации «Современная проза» за трилогию «Не рви мне душу, Дон»

## Книги
- М. Макарычев. Фидель Кастро. М.: Молодая гвардия, ЖЗЛ, 2008
- Макарычев Максим. Александр Мальцев / предисл. Р. Г. Нургалиева. — М.: Молодая гвардия, 2010. — 367 с. — (ЖЗЛ: Биография продолжается). — ISBN 978-5-235-03393-1.
- Максим Макарычев. Валерий Харламов. — М.: Молодая гвардия, 2015. — 429 с. — (Серия «ЖЗЛ»). — 20 000 экз.
- Макарычев М. Фидель Кастро М.: Молодая гвардия, 2017. — 639 с. — (Жизнь замечательных людей).
- Макарычев Максим. Город мастеров. Летопись кирово-чепецкого хоккея / Глызин Г. В. (справ. матер.). — Киров: Фонд Сергея Доронина, 2016. — 344 с. — 4000 экз. — ISBN 978-5-498-00373-3.
- Максим Макарычев. Александр Тихонов. Издательство «Вече», 2017